# Miconia pichinchensis
Miconia pichinchensis är en tvåhjärtbladig växtart som beskrevs av George Bentham. Miconia pichinchensis ingår i släktet Miconia och familjen Melastomataceae. Inga underarter finns listade i Catalogue of Life.